# Bahnstrecke Milton–Roxburgh
| Streckenlänge: | 95 km             |                              |                              |
| Spurweite: | 1067 mm (Kapspur) |                              |                              |
| |                   |                              |                              |
| \| \| \| Main South Line \| \| \| \| \| Milton \| \| \| \| \| Abzweig Milton \| \| \| \| \| zweigleisige Streckenführung \| \| \| \| 0.0 \| Clarksville Junction \| Clarksville Junction \| \| \| \| Clarksville \| \| \| \| \| Main South Line \| \| \| \| 5.0 \| Glenore \| Glenore \| \| \| 8.0 \| Mount Stuart \| Mount Stuart \| \| \| 11.0 \| Manuka \| Manuka \| \| \| 16.0 \| Round Hill \| Round Hill \| \| \| 20.0 \| Johnstone \| Johnstone \| \| \| 24.0 \| Waitahuna \| Waitahuna \| \| \| 29.0 \| Forsyth \| Forsyth \| \| \| 35.0 \| Lawrence \| Lawrence \| \| \| 41.0 \| Evans Flat \| Evans Flat \| \| \| 44.0 \| Bowlers Creek \| Bowlers Creek \| \| \| \| Big Hill 434m \| \| \| \| 52.0 \| Craigellachie \| Craigellachie \| \| \| 56.0 \| Beaumont \| Beaumont \| \| \| \| Clutha River/Mata-Au \| \| \| \| 68.0 \| Craig Flat \| Craig Flat \| \| \| 71.0 \| Rigney \| Rigney \| \| \| 76.0 \| Minzion \| Minzion \| \| \| 79.0 \| Millers Flat \| Millers Flat \| \| \| 88.0 \| Teviot \| Teviot \| \| \| 95.0 \| Roxburgh \| Roxburgh \| |                   |                              |                              |
| Strecke |                   | Main South Line              | Main South Line              |
| ehemaliger Bahnhof |                   | Milton                       | Milton                       |
| Strecke von links (außer Betrieb) · Abzweig geradeaus und ehemals nach rechts |                   | Abzweig Milton               | Abzweig Milton               |
| Strecke (außer Betrieb) · Strecke |                   | zweigleisige Streckenführung | zweigleisige Streckenführung |
| Abzweig geradeaus und von links (Strecke außer Betrieb) · Abzweig geradeaus und ehemals nach rechts | 0.0               | Clarksville Junction         | Clarksville Junction         |
| Strecke (außer Betrieb) · ehemaliger Haltepunkt / Haltestelle |                   | Clarksville                  | Clarksville                  |
| Strecke (außer Betrieb) · Strecke |                   | Main South Line              | Main South Line              |
| Haltepunkt / Haltestelle (Strecke außer Betrieb) | 5.0               | Glenore                      | Glenore                      |
| Haltepunkt / Haltestelle (Strecke außer Betrieb) | 8.0               | Mount Stuart                 | Mount Stuart                 |
| Haltepunkt / Haltestelle (Strecke außer Betrieb) | 11.0              | Manuka                       | Manuka                       |
| Haltepunkt / Haltestelle (Strecke außer Betrieb) | 16.0              | Round Hill                   | Round Hill                   |
| Haltepunkt / Haltestelle (Strecke außer Betrieb) | 20.0              | Johnstone                    | Johnstone                    |
| Bahnhof (Strecke außer Betrieb) | 24.0              | Waitahuna                    | Waitahuna                    |
| Haltepunkt / Haltestelle (Strecke außer Betrieb) | 29.0              | Forsyth                      | Forsyth                      |
| Bahnhof (Strecke außer Betrieb) | 35.0              | Lawrence                     | Lawrence                     |
| Haltepunkt / Haltestelle (Strecke außer Betrieb) | 41.0              | Evans Flat                   | Evans Flat                   |
| Haltepunkt / Haltestelle (Strecke außer Betrieb) | 44.0              | Bowlers Creek                | Bowlers Creek                |
| Tunnel (Strecke außer Betrieb) |                   | Big Hill 434m                | Big Hill 434m                |
| Haltepunkt / Haltestelle (Strecke außer Betrieb) | 52.0              | Craigellachie                | Craigellachie                |
| Bahnhof (Strecke außer Betrieb) | 56.0              | Beaumont                     | Beaumont                     |
| Brücke über Wasserlauf (Strecke außer Betrieb) |                   | Clutha River/Mata-Au         | Clutha River/Mata-Au         |
| Haltepunkt / Haltestelle (Strecke außer Betrieb) | 68.0              | Craig Flat                   | Craig Flat                   |
| Haltepunkt / Haltestelle (Strecke außer Betrieb) | 71.0              | Rigney                       | Rigney                       |
| Haltepunkt / Haltestelle (Strecke außer Betrieb) | 76.0              | Minzion                      | Minzion                      |
| Haltepunkt / Haltestelle (Strecke außer Betrieb) | 79.0              | Millers Flat                 | Millers Flat                 |
| Haltepunkt / Haltestelle (Strecke außer Betrieb) | 88.0              | Teviot                       | Teviot                       |
| Kopfbahnhof Streckenende (Strecke außer Betrieb) | 95.0              | Roxburgh                     | Roxburgh                     |

Der Roxburgh Branch war eine Nebenbahn in 1067 mm Spurweite (Kapspur) in der Region Otago auf der Südinsel Neuseelands und Teil des neuseeländischen Schienennetzes. Eigentümer und Betreiber war das New Zealand Railways Department. Ursprünglich hieß die Strecke Lawrence Branch und war eines der am längsten dauernden Bauprojekte der neuseeländischen Bahngeschichte. Der Bau begann in den 1870er Jahren und wurde erst 1928 beendet. Die Gesamtstrecke wurde 1968 stillgelegt.

## Bau
Der ursprüngliche Grund zum Bau der Strecke war die Schaffung eines besseren Transportweges nach Lawrence, damals Tuapeka, wo die ersten größeren Goldvorkommen Neuseelands entdeckt worden waren. Verträge zum Bau wurden Mitte 1873 geschlossen und die Arbeit begann im Folgejahr. Dabei wurde in Clarksville ein Anschluss an die Main South Line geschaffen. Erdrutsche und Bankrott von Vertragsunternehmen führte zu Verzögerungen. Am 22. Januar 1877 öffnete der erste Streckenabschnitt nach Waitahuna, gefolgt von Lawrence (35,27 Streckenkilometer von Clarksville) am 2. April des gleichen Jahres.
Es wurden Rufe laut, die Strecke zu erweitern, wobei einige Vorschläge eine Route über Roxburgh nach Alexandra und Central Otago bevorzugten. Die Otago Central Railway bevorzugte jedoch die längere Trasse über Taieri und die Maniototo. Jahrzehnte vergingen, bis die Erweiterung über den Endpunkt Lawrence hinaus genehmigt wurde. Der nächste Abschnitt zum Big Hill, wo sich ein Tunnel zwischen den Bahnhöfen Bowlers Creek und Craigellachie befand, wurde am 4. Oktober 1910 eröffnet. Nach Fertigstellung des 434 m langen Big-Hill-Tunnels reichte die Strecke am 15. Dezember 1914 nach Beaumont. Der Erste Weltkrieg verzögerte den Bau, so dass der nächste Streckenabschnitt bis Millers Flat erst am 16. Dezember 1925 fertiggestellt werden konnte. Die Strecke wurde mit der Eröffnung des Abschnittes von Millers Flat nach Roxburgh am 18. April 1928 vollendet. Eine abgewandelte Form des Vorschlages, Roxburgh durch eine Verlängerung bis zu einem Anschluss an die Central Otago Railway in Alexandra als Strecke nach Central Otago zu nutzen, kam erneut auf, wurde jedoch nicht umgesetzt.
Die Anschlussstelle des Roxburgh Branch an der Main South Line befand sich nicht immer in Clarksville. 1907 wurde eine 2,8 km lange Strecke parallel zur Hauptstrecke bis nach Milton gebaut, um den Eisenbahnbetrieb zu verbessern. Bis zur Schließung dieser Teilstrecke am 19. September 1960 war der Abzweig von der Hauptstrecke noch in Milton.

## Bahnstationen
Von den Bahnstationen hatten sechs einen Lagerschuppen und acht hatten Viehhöfe.

## Betrieb
Wie andere Nebenbahnen im ländlichen Neuseeland wurde die Strecke täglich pro Richtung von einem gemischten Zug bedient. Roxburgh liegt in einem wichtigen Anbaugebiet für Steinobst, in der Saison wurden große Mengen Früchte mit speziellen Zügen abtransportiert. Der Bau des Roxburgh Dam in den 1950er Jahren sorgte ebenfalls für ein hohes Verkehrsaufkommen. Zu dieser Zeit wurden zahlreiche Sonderzüge eingesetzt, die aber wegen der Steigungen und der begrenzten Zugkraft der auf der Strecke verfügbaren Lokomotiven von für heutige Verhältnisse von bescheidener Größe waren.
Die Passagierzahlen waren gering, daher wurde der Personenverkehr am 4. September 1936 eingestellt und die Linie nur noch von Güterzügen bedient. Dieser Versuch, die Wirtschaftlichkeit der Strecke zu verbessern schlug jedoch fehl. Seit der Eröffnung des Endstückes der Strecke bis Roxburgh war die Linie ein Verlustgeschäft, da viel Verkehrsaufkommen noch vor Vollendung der Gesamtlinie an den Straßenverkehr verloren ging. Große Steigungen und scharfe Kurven beschränkten die Fahrgeschwindigkeit und reduzierten damit die Wettbewerbsfähigkeit der Bahnlinie.
1959/60 transportierte die Linie 9.900 Tonnen Güter Richtung Hauptstrecke und 24.400 Tonnen Richtung Landesinneres, außerdem 16.000 Rinder und 51.800 Schafe. Die Verluste stiegen und am 20. Juni 1961 wurde die Stilllegung des Verkehrs angekündigt. Proteste der Bürger waren stark genug, dass die Stilllegung aufgeschoben wurde und Zusagen zusätzlicher Ladungen führten 1965 zu einem Anstieg des Transportvolumens. Bereits 1967 hatten sich die jährlichen Verluste jedoch auf NZ$100.000 erhöht und der 1. April 1968 wurde als Datum der Stilllegung bekanntgegeben. Erneut wurde die Stilllegung verzögert. Als jedoch ein Geschäft zum Export von Holz nicht zustande kam, der Obsttransport sich auf die Straße verlagerte, wurde die Schließung unvermeidlich und der Verkehr am 1. Juni 1968 stillgelegt, die Strecke anschließend abgebaut.
Die Strecke wurde nahezu ausschließlich von Dampflokomotiven bedient. Als die Strecke noch Lawrence Branch hieß, wurden Tenderlokomotiven der WD-Klasse eingesetzt, die ihre Basis im frühen 20. Jahrhundert ihre Basis in Lawrence hatten. Als die Strecke nach Roxburgh Branch umbenannt wurde, wurden hauptsächlich Schlepptenderlokomotiven der the A und AB-Klasse eingesetzt.
Diesellokomotiven, hauptsächlich der DJ-Klasse, bedienten die Strecke nur während ihres Abbruches, um für den Abbau der Strecke verwendete Züge zu verschieben.